# Oecetis sphyra
Oecetis sphyra är en nattsländeart som beskrevs av Ross 1941. Oecetis sphyra ingår i släktet Oecetis och familjen långhornssländor. Inga underarter finns listade i Catalogue of Life.